# Брдо (Домжале)
Брдо (словен. Brdo) — поселення в общині Домжале, Осреднєсловенський регіон, Словенія. 
Висота над рівнем моря: 331,3 м.

## Старовина
Етнологічною пам'яткою є садиба площею 408.34 м². Колись багатий хутір та корчма складався з багатоповерхового кам'яного житлово-фермерського будинку з багатими різьбленими камінням елементами й більш новою коморою. Господарські будівлі — в руїнах, зруйновані між 1984 і 2013 роками. Датування: 19 ст., 20 ст. та 21 століття. Самотне господарство стояло на крайньому східному краю села.
Етнологічною й мистецтвознавською пам'яткою є каплиця 19 століття, яка стоїть біля дороги на Брдо. Площа: пам'ятки 50 м². Це закрита каплиця з поліхромним дерев'яним корпусом, у напівкруглої ніші — статуя Марії з дитиною.
Історичною пам'яткою є пам'ятник у вигляді стели з табличкою на південному сході від Брдо. Стоїть на місці садибі Худежа.
Історичною пам'яткою є пам'ятник загиблим і спаленим селам. Пам'ятник включає частину колишнього хутора Окло, на захід від Брдо. Рештки будинку Крамара, сараї та силоси були представлені в районі спаленого села із сільськими липами та фруктовими деревами, де 24.2.1944 року загинули 72 партизани. На пагорбі — мармурова підлога зірка з пам'ятником.
Пам'яткою історії мистецтв є церква св. Миколая. Церква стоїть на лісовій галявині приблизно за 1 км на південь від села. Готична однонефна церква зведена в 1750 році (збудована дзвіниця та каплиця). Ризниця 1718 року. У ребристому склепінному пресвітерії XIV ст. є картини учня Майстра Болфганга з 15 століття.
Етнологічною пам'яткою є садиба площею 7715.79 м², датована першою чвертю 19 століття. Садиба стоїть на південь від згущеної частини поселення Брдо, на схід над церквою св. Миколая. Садиба з високим фруктовим садом складається з дерев'яного будинку на першому поверсі з мурованим залом, кладкою внизу, дерев'яною надвірною спорудою, господарськими спорудами.
Етнологічною й мистецтвознавською пам'яткою є каплиця, яка стоїть на дорозі Іхан — Брдо, на перехресті з доріжкою до церкви св. Міклавжа в Горопеку. Стінова каплиця закритого типу з двоповерховим дахом та настінним розписом (Ф. Мрчун, 1932). У каплиці — гіпсова статуя Серця Ісуса. Дата: друга чверть 20 століття, 1932 рік.
Етнологічною пам'яткою є садиба на західному краю ущільненої частини села Брдо з господарськими будинками в кластері. Кам'яна, багатоповерхова житлово-комерційна будівля з ганком, з кам’яними порталами, невеликими вікнами з кованими сітками, спроектованими у 18 столітті.
Етнологічною пам'яткою є житниця на захід від сільської стежки у західній частині Брдо. Зерносховище з двоповерховим дахом, дерев'яним порталом з горизонтальною перегородкою та дерев'яними дверима. Барокові будівельні елементи (кам'яні віконні рами з кованими сітками). 18 ст.